# غسل الأنف
غسل الآنف  أو الإرواء الأنفي هو ممارسة نظافة شخصية يتم من خلالها غسل تجويف الآنف لطرد المخاط الزائد والحطام من الأنف وا لجيوب الأنفية.  يعرف عن هذه الممارسة عمومًا أنها جيدة ومفيدة مع آثار جانبية طفيفة فقط. غسل الآنف بمعنى أوسع يمكن أن يشير أيضا إلى استخدام رذاذ  الأنف الملحي أو البخاخ لترطيب الأغشية المخاطية.
ووفقًا لما يدعيه البعض، يحسن غسول الأنف من صحة الأنف والجيوب الأنفية. وُجد أن المرضى الذين يعانون من التهاب الجيوب الأنفية المزمن، بما في ذلك أعراض ألم الوجه، والصداع، و البخر الفموي، والسعال والرشح الأمامي (الثر الأنفي ) واحتقان الأنف غالباً ما ما يجدون الراحة مع استخدام غسول الأنف. وُجد في الدراسات المنشورة أن «الاستخدام اليومي لغسول الأنف الملحي يحسن من صحة الجيوب الأنفية، ويقلل الأعراض ويقلل من استخدام الدواء في المرضى الذين يعانون من التهاب الجيوب المتكرر»،, كما يُنصح باستخدام غسول الأنف كعلاج مساعد للتخفيف من أعراض التهاب الجيوب الأنفية المزمن.

## استخدامات طبية

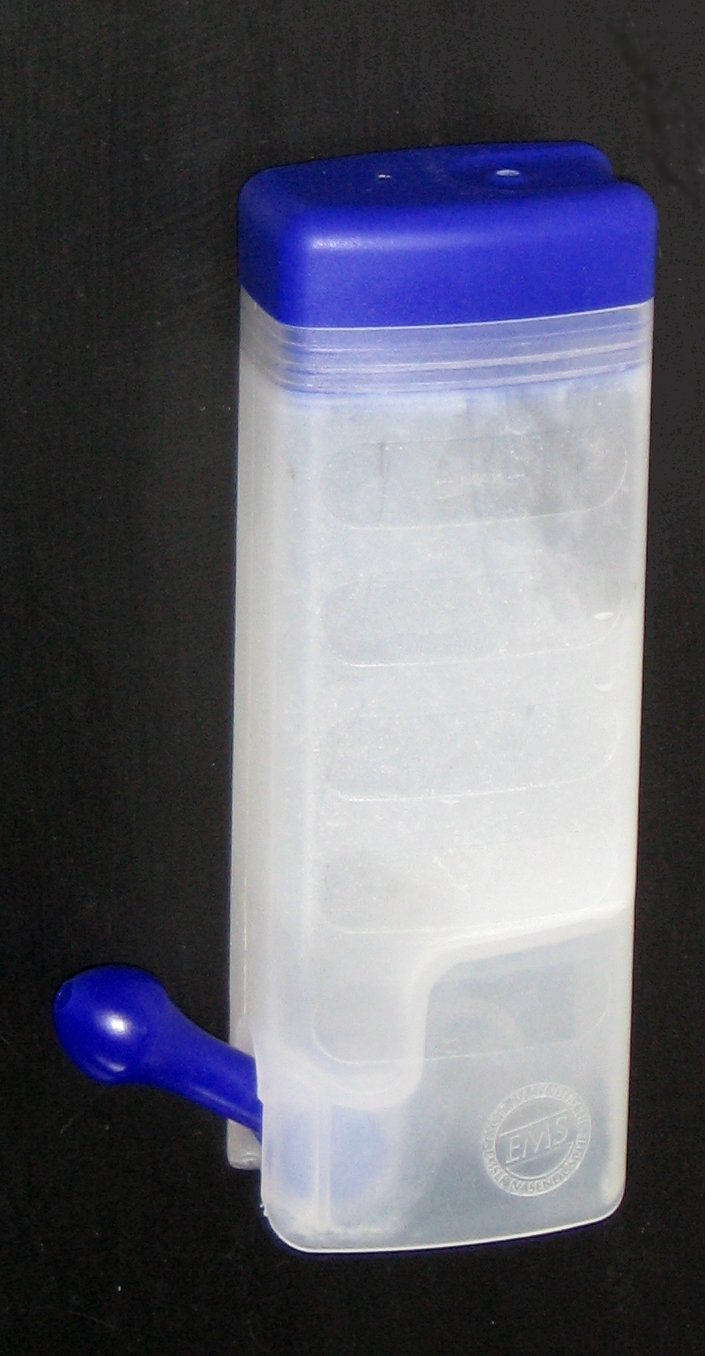
جهاز غسول الأنف الشائع في الصيدليات

يُستخدم غسول الأنف لتخفيف العديد من أعراض التهاب الأنف والجيوب 

### التهاب الجيوب المزمن
يمكن أن يشكل غسول الأنف علاجًا إضافيًا لعلاج  التهاب الجيوب الأنفية المزمن. وقد أُشير إلى فعاليته في التخفيف من أعراض التهاب الجيوب الأنفية الناتج عن التعرض لنشارة الخشب في مكان العمل. وتُشير المزيد من الأدلة إلى أن الغسول الأنفي يسبب تخفيف أعراض كلًا من حمى القش و نزلات البرد. يمكن ن يكون غسول الأنف فعالًا أيضًا  في علاج التهاب الأنف التحسسي و التهاب الجيوب الأنفية المزمن.
ينصح باستخدام غسول الأنف اليومي بواسطة محلول ملحي- مائي (خليط من 0.9% كلوريد الصوديوم والماء النقي أو المصف المغلي في درجة حرارة 98 درجة فهرنهايت/ 37 درجة مئوية، مع أو بدون إدراج   بيكربونات الصوديوم  كعامل منشط للعملية ) كعلاج مساعد   أو علاج أولي  في مثل هذه الحالات، كما يفضل استخدامه عن  الكورتيزون إلا في الحالات الأكثر خطورة من التهاب الجيوب الأنفية البكتيري الحاد.  ينبغي أن يستخدم غسول الأنف بحذر في الأطفال الرضع، إذ قد لا يتحملون استخدام قطرات الأنف جيدًا.
توصي قواعد العلاج الإرشادية في كل من كندا والولايات المتحدة باستخدام غسول الأنف في جميع حالات التهاب الجيوب الأنفية وتنظيف التجويف الأنفي بعد إجرا العمليات الجراحية.

### العدوى الحادة
هناك أدلة أولية لصالح استخدام غسول الأنف الملحي في حالات التهابات الجهاز التنفسي العلوي الحادة مثل التهاب الجيوب الأنفية الحاد  و نزلات البرد الشائعة.

## طرق

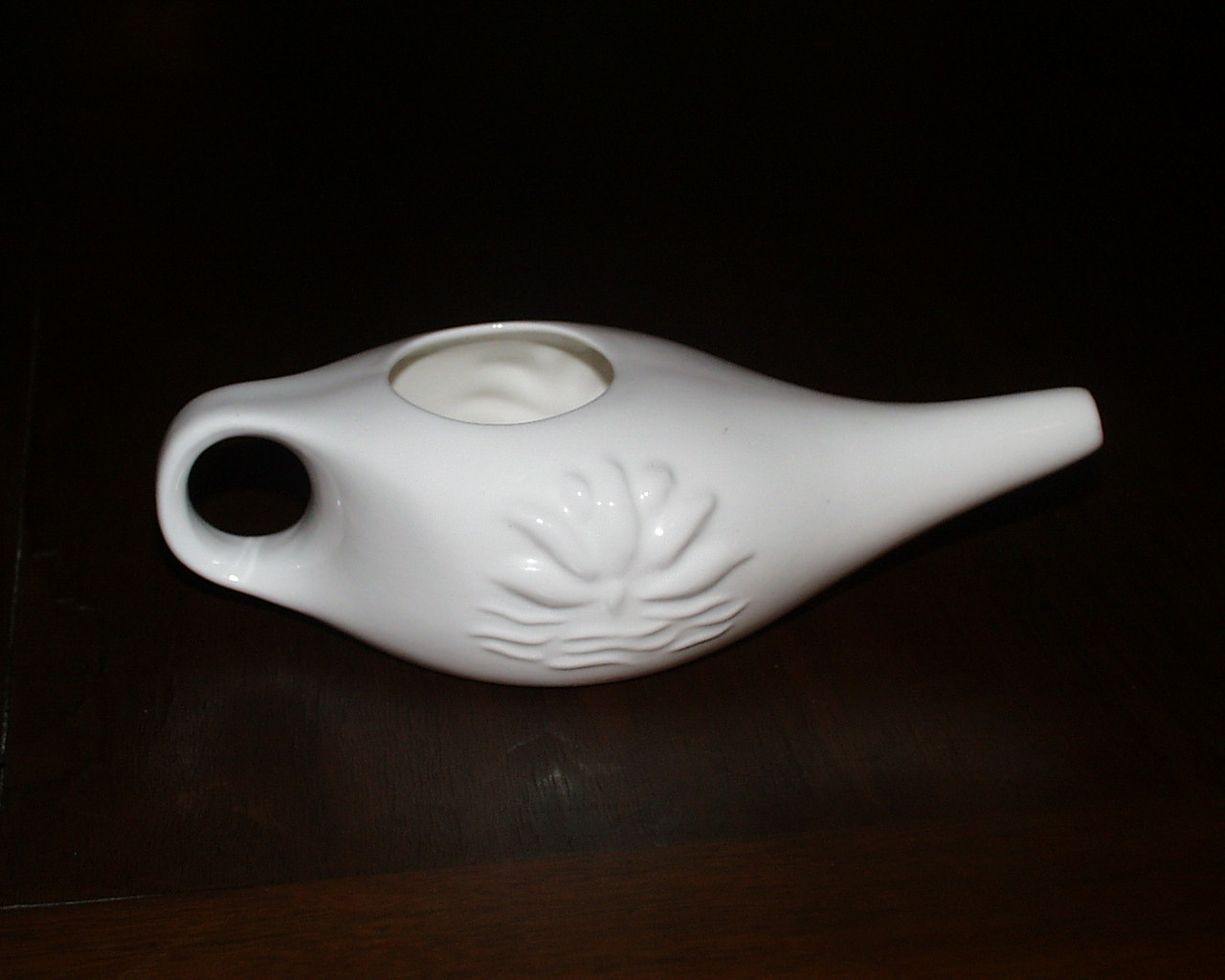
وعا نيتي السيراميكي

يمكن استخدام الأيدي المقعرة كإحدى الطرق البسيطة التي لا تتطلب معدات متخصصة، ولكن هذا ينظف بصورة أكثر قليلًا من الخياشيم. استخدام   رذاذ  الأنف الملحي المتاحة تجاريًا هو بديل آخر متاح، ولكنه غير فعال نسبيا لغسل الحطام، على الرغم من أنه قد يكون كافيا الإماهة الأغشية المخاطية والأنسجة.
يمكن استخدام طريقة أخرى فعالة بصب محلول الماء الملحي  في أحد المنخرين في حين يبقى الفم مفتوحا للتنفس، وذلك باستخدام الجاذبية كعامل مساعد. Jala-neti،  والذي يعني تنظيف الأنف بالماء، هو أحد أساليب اليوغا القديمة من الهند. تسمى الحاوية المستخدمة لصب المياه المالحة ب«وعاء neti». تزيل هذه العملية المخاط والأوساخ وتنظف الأنف.  هناك طريقة ثانية تعرف باسم Sutra Netti حيث يتم استخدام قطعة من الخيط بدلا من الماء.
عادة ما تكون أواني  Netti  مصنوعة من المعدن أو الزجاج أو السيراميك أو البلاستيك. فهي تعتمد على الجاذبية، جنبا إلى جنب مع وضع الرأس والممارسة المتكررة من أجل شطف تجاويف الجيوب الأنفية الخارجية . عادة ما يكون لديهم صنبور معلق بالقرب من الأسفل، وفي بعض الأحيان يكون هناك مقبض على الجانب الآخر.
الطريقة الثانية لغسل الأنف هو استخدام شكل من أشكال الضغط الإيجابي  للماء المصبوب في تجاويف   الجيوب الأنفية من أجل تنظيف أكثر اكتمالا  دون اللجوء إلى تقنيات خاصة، مثل عقد الرأس إلى جانب واحد (والذي عادة ما يكون صعبًا مع وضع الرقبة ). تتكون بعض المنتجات المتاحة في الصيدليات أساسًا من زجاجات مصنوعة من البلاستيك المرن لتناسب المنخرين. هذه الزجاجات، عندما تمتلئ بمحلول الماء الدافئ والملح، يمكن أن توفر ضغطًا إيجابيًا من المياه التي تتدفق من خلال الجيوب الأنفية في حين يبقى الفم مفتوحاً في جميع الأوقات من أجل التنفس ومنع نخير السائل أسفل الحلق. كما يمكن استخدام زجاجات المياه البلاستيكية العادية طالما تتناسب فوهتها مع أنف الشخص. ومع ذلك، لا توفر زجاجات الضغط ولا المحاقن للمستخدم أي تحكم حقيقي على ضغط/حجم المحلول المقدم. ولمنع تأثر الأذن بالضغط أو حدوث عدوى الأذن، فأنت بحاجة للتأكد من عدم كون الضغط عاليًا جدًا. لذا لايجب أن يزيد  قطر الثقب في وسط المنخر عن 3 ملم. وإذا كان كبيرًا جدًا، فموجة كبيرة من السائل قد تدخل في أي مكان، مثل الأذن الوسطى ، مما يسبب ألم الأذن أو حتى التهاب الأذن.
وتتوفر أيضا آلات غسول الفم التي تستخدم مضخات المحركات الكهربائية.  تضخ هذه الأجهزة محلول ملحي مائي خلال أنبوبة، والتي تتصل بمحول أنفي يحول دون الوصول للأنف. تسمح بعض هذه الآلات بتعديل سرعة/حجم المياه باستخدام ابرة التحكم اتي تنظم سرعة المضخة وحجم الضخ  كل دقيقة. تستخدم معظم هذه الأجهزة آلية ضخ الماء بصورة نبضية بمعدل منخفض نسبيًا، ومعدل نبض دوري ثابت ومُعد سلفًا وثابت، صُمم ليناسب الموجة الطبيعية دون أن يُعاق بواسطة الأهداب. يزعم البعض أن هذا المعدل النبضي يُحاكي شعيرات الأ، ف الهدبية والتي تحسن من صحة الجيوب الأنفية. تحتوي بعض آلات غسول الأنف ذات المحاركات المتطورة على نظامين أو أكثر من أنظمة النبض الدورية والتي تنظم معدل النبض الدوري  (بدلا من  التحكم البسيط في الحجم والسرعة، والتي لا يغيرمن معدل  النبض الدوري). يتيح هذا التصميم للمستخدم خيار استخدام معدل نبض دوري أعلى عند هؤلاء الذين يعانون الجيوب الأنفية المغلقة جزئيًا، كما في حالة  التهاب الجيوب الأنفية الحاد . لم تُختبر فعالية  مضخات الغسول الأنفي  مع المضخات الأبسط غير الآلية التي تستخدم الضغط .
تستخدم بعض آلات غسول الأنف التي توفر الضغط صمام ضد الارتجاع والذي يمنع ارتجاع المحلول المائي الملحي إلى تجويف الأنف. وهذا مهم جدًا للوقاية من العدوى البكتيرية أو الفيروسية، مثل نزلات البرد والإنفلونزا. يجب استخدام هذا النوع من الآلات في وضع الانتصاب، كما يغسل المرء أسنانه، لأنه مع تحريك الرأس يمكن أن يدخل لسائل إلى الأذن مسببًا التهاب الأذن. وهذا عادةً ما يكون مع استخدام الآلات التي توفر الضغط وليس أوعية نيتي، التي تعتمد على الجاذبية فقط في طريقة عملها. لا تمنع أوعية نيتي من ارتجاع السائل إلى التجويف الأنفي.

### المحاليل المستخدمة
بينما يمكن  استخدام مياه الصنبور العادية في الغسول الأنفي، إلا أن هذا الإجراء لا يُعد آمنًا لأنه يسبب التهاب الأغشية المخاطية. لذلك، يتم استخدام محلول الماء الملحي متساوي التوتر أو مفرط التوتر عادة أي يتم استخدام محلول يحتوي على تركيز كاف من الملح ليكافيء توترية  خلايا الجسم والدم. ولنفس السبب، يفضل الماء الفاتر على الماء البارد، والذي بالإضافة إلى تهييج  الأغشية الأنفية يمكن أيضًا أن يثير رد الفعل البلعومي أثناء غسول الأنف. لذا يًنصح باستخدام الماء المقطر أو المعقم أو المغلي مسبقًا ثم تُرك ليبرد على ماء الصنبور العادي.  وتستخدم كمية صغيرة من صودا الخبز في بعض الأحيان كعامل معادل لضبط درجة حموضة سائل الغسول  لتشبه تلك الخاصة  بالجسم.
تُصمم العديد من الصيدليات الأكياس المعدة مسبقًا من الملح وصودا الخبز ليتم استخدامها مع حجم المياه المناسب لجهازها المطابق. كما يمكن استخدام محلول رينغر اللاكتاتي في غسول الأنف. ويسهل أيضًا استخدام مزيج صودا الخبز.
يجب تجنب استخدام المواد المحتملة لتسبيب الحساسية ( مثل اليود) أو الملوثات ( كالطحالب، إلخ..)في المياه، أو كلوريد الصوديوم أو العوامل المعادلة.  يمكن شراء مقادير ماليل الماء والملح المعدة مُسبقًا، أو يمكن للمستخدم مزج ملح كوشير الغير معالج باليود،  مع أو بدون استخدام عامل معادل مثل بيكربونات الصوديوم أو صودا الخبز. (ملح الطعام في كثير من الأحيان يكون معالجًا باليود، في حين قد يحتوي ملح البحر على الطحالب أو غيرها من الملوثات.)
تشمل بعض الخيارات المتاحة الأخرى الزيليتول والذي يزعم البعض قدرته على سحب المياه لإلى الجيوب الأنفية وتهجير البكتيريا. يُستخدم الزيليتول عادةً لمنع التهاب الأذن الوسطى الحاد في أوروبا و تجاويف الأسنان في الولايات المتحدة،  لكن البحوث على استخدام الزيليتول في تجاويف الجيوب الأنفية غير متوفرة. أحد البدائل الأخرى هو نبات  الصبر والذي يمنع من جفاف الأنف. كما تساعد سترات الصوديوم و حامض الستريك ليس فقط في معادلة  الحموضة ، ولكن أيضا على تحسين حاسة الشم.[بحاجة لمصدر]

## آثار جانبية
يجب أن يكون السائل المستخدم  في غسول الأنف مقطرًا أو معقمًا أو مغلي مسبقًا لتجنب مخاطر استخدام الماء الملوث المحتملة. ويكون الإجراء آمنًا في حالات أخذ هذه الاحتياطات.
 تم الإبلاغ عن وفيات نتيجة لاستخدام المياه الملوثة بالنيجليرية الدجاجية لغسول الجيوب الأنفية. يمكن أن يتسبب تلوث الماء بالنيجلرية الدجاجية في المياه الغير مغلية أو الغير معقمة في عدوى خطيرة للمخ تعرف بالتهاب سحاي المخ النجليري PAM  , ,الذي ينظوي عبى خطر الوفاة بنسبة تصل إلى 95 في المائة.
يمكن أن يكون التقيوءحد الآثار الجانبية الطفيفة هو الآخرفي حالات استخدام الزجاجات أو الأدوات الأخرى نتيجة حث رد الفعل البلعومي بواسطة ضغط الماء.

## آلية العمل
تقلل المحاليل الملحية المستخدمة في غسول الأنف من تقليل الاتهاب عن طريق الأسموزية.  يلعب الاحتقان دورًا هامًا في مرض الجيوب الأنفية . كما يلعب إزالة المخاط دورًا هامًا في صحة الجيوب الأنفية، ويسهل غسو الأنف هذا بطرد المخاط الذي  لا يمكن طرده من قبل الأهداب. هذا يحسن بدوره من إزالة المخاط والمواد المعدية بواطة الأهداب. يُمثل ضرر الجهاز المخاطي الهدبي عاملًا مهمًا في نشوء أمراض الأنف والجيوب الأنفية، مما يؤدي إلى ركود المخاط.  توجد العديد من البروتينات في المخاط الأنفي والتي تشمل وسطاء الالتهابات, والعوامل المدافعة والعديد من وظيفة هذه المواد ليست مفهومة.
تم إجراء إحدى الدراسات على 8 متطوعين، حيت صُب الما في الجيب الغربالي الأنفي والجيب الفكي العلوي الأنفي وعند استنشاقها أو استخدامها  مع زجاجة الضغط. كانت البخاخات أقل فعالية بشكل ملحوظ. كما يصعب بشدة الوصول إلى الجيوب الأنفية الوتدية والجيوب الأنفية الجبهية، ويستحيل هذا مع استخدام البخاخ .
تم الإدعاء بأن  شطف تجويف الأنف بالماء والملح يعزز من التخلص المخاطي الهدبي ويرطب تجويف الأنف ويزيل المواد المغلفة، على الرغم من عدم وجود أدلة واضحة لدعم هذا.

## تاريخ
تم العثور على أقدم سجل لغسول الأنف  في ممارسات الهندوس القديمة من الأيورفيدا التي تتبع جذور الفيدا ، فقد كان من المقرر تنظيف الأنف يوميًا، وذلك كجز من ال Soucha ( للنظافة الشخصية وفقا للكتاب المقدس). يعد استنشاق الماء خلال وضوء المسلمين ثم لفظه من الأيدي المقعرة أحد أبسط الطرق لغسل الأنف.